# Macrocypria
Macrocypria is een geslacht van kreeftachtigen uit de klasse van de Ostracoda (mosselkreeftjes).

## Soorten
- Macrocypria canariensis (Brady, 1880) Maddocks, 1990
- Macrocypria sarsi (Mueller, 1912) Sylvester-Bradley, 1961
- Macrocypria semesa Maddocks, 1990